# Nemoria intensaria
Nemoria intensaria là một loài bướm đêm trong họ Geometridae.